# Chichibu Railway
La Chichibu Railway Co., Ltd. (秩父鉄道株式会社, Chichibu Tetsudō Kabushiki-gaisha) est une compagnie de transport de passagers et de marchandises qui exploite deux lignes de chemin de fer dans la préfecture de Saitama, au Japon.

## Histoire
La compagnie est fondée le 8 novembre 1899 comme chemin de fer Jōbu (上武鉄道) et prend son nom actuel en 1916. Elle ouvre le premier tronçon de l'actuelle ligne principale Chichibu le 7 octobre 1901.

## Ligne
Le réseau de la compagnie de compose de deux lignes :
| Ligne                     | Nom japonais | Terminus                             | Longueur (km) | Gares | Remarque        |
| ------------------------- | ------------ | ------------------------------------ | ------------- | ----- | --------------- |
| Ligne principale Chichibu | 秩父本線     | Hanyū - Mitsumineguchi               | 71,7          | 38    |                 |
| Ligne Mikajiri            | 三ヶ尻線     | Takekawa - Terminal fret de Kumagaya | 7,6           | 3     | Fret uniquement |

## Matériel roulant

### Automotrices

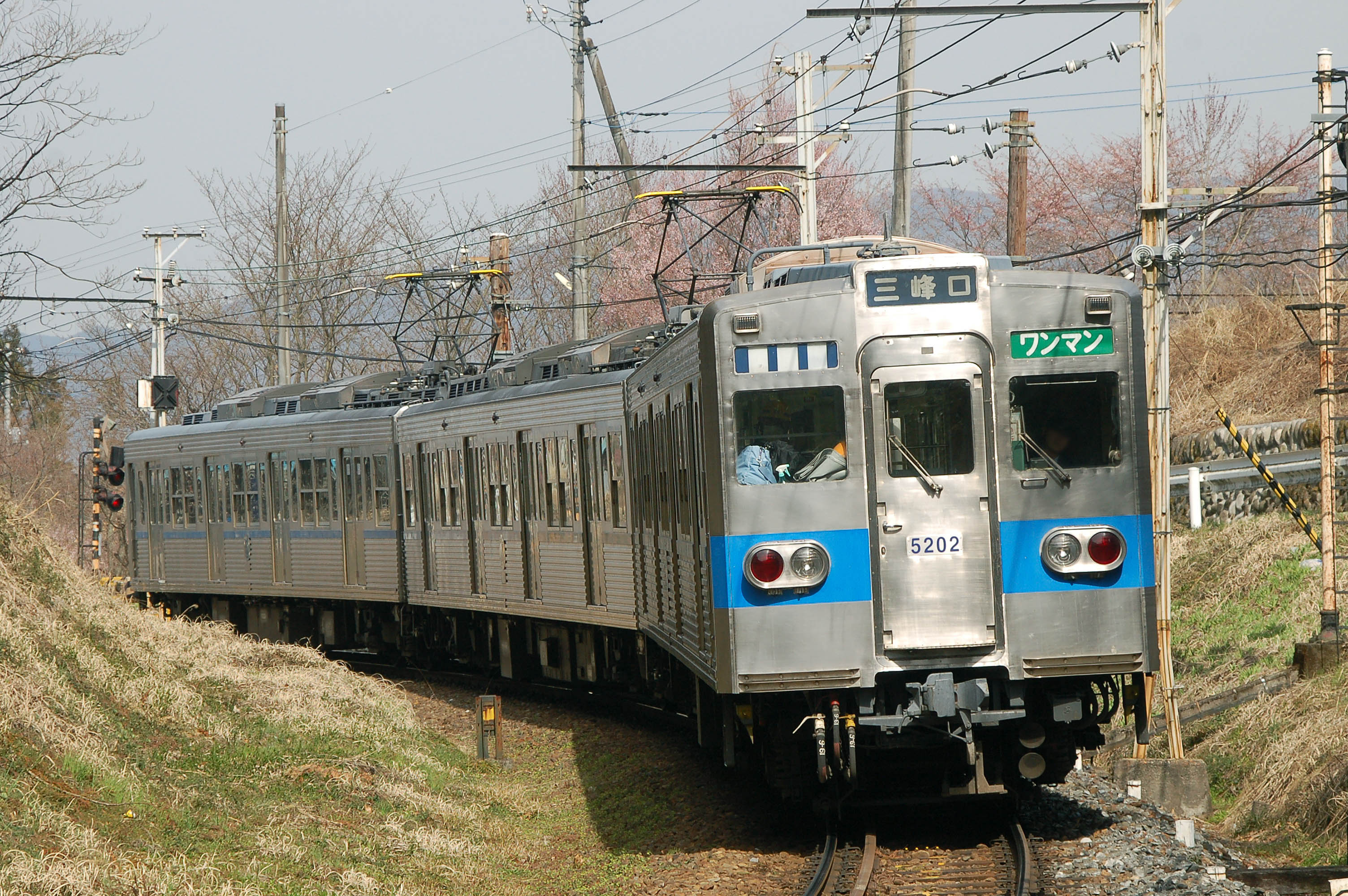
Série 5000
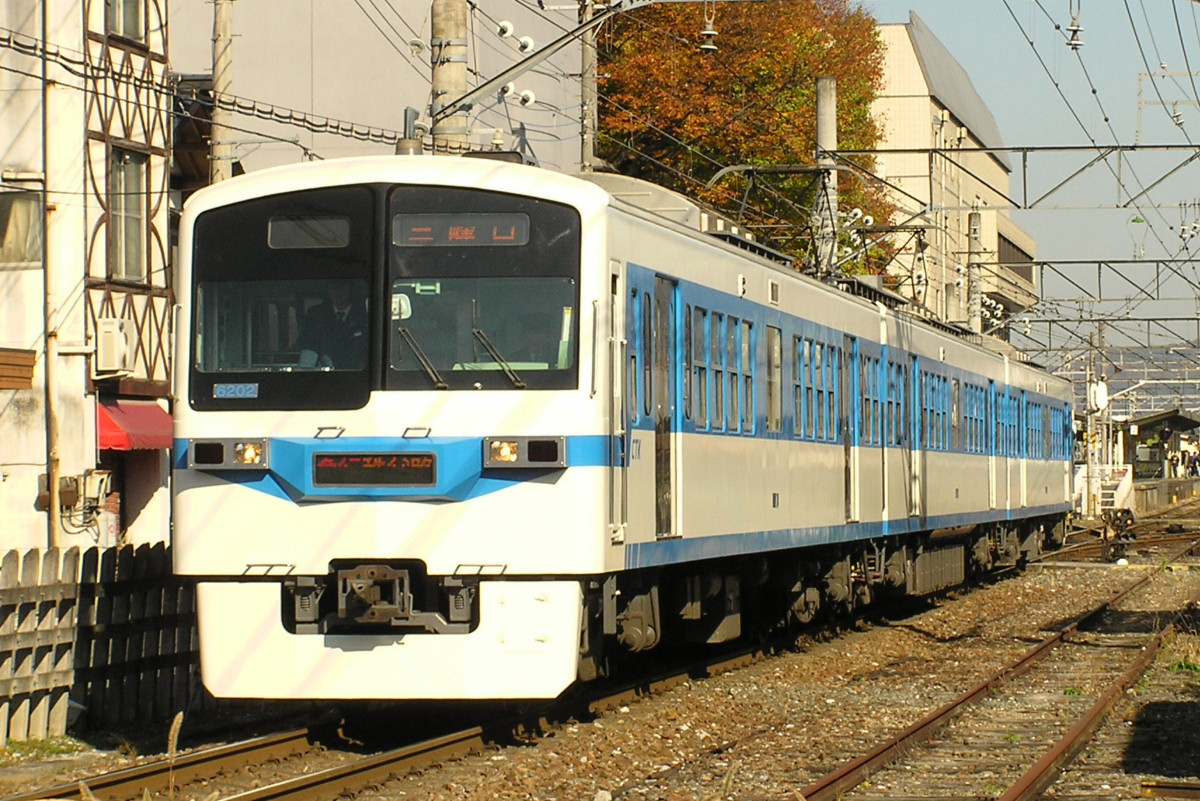
Série 6000
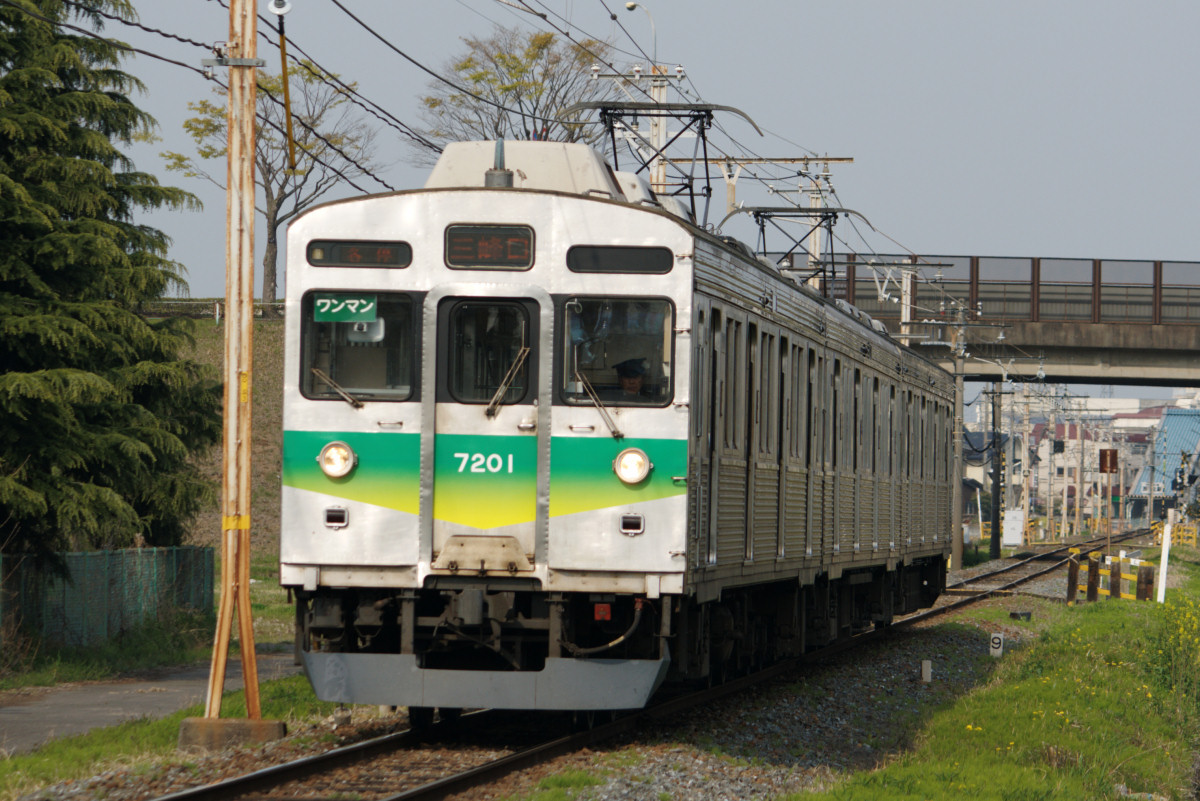
Série 7000
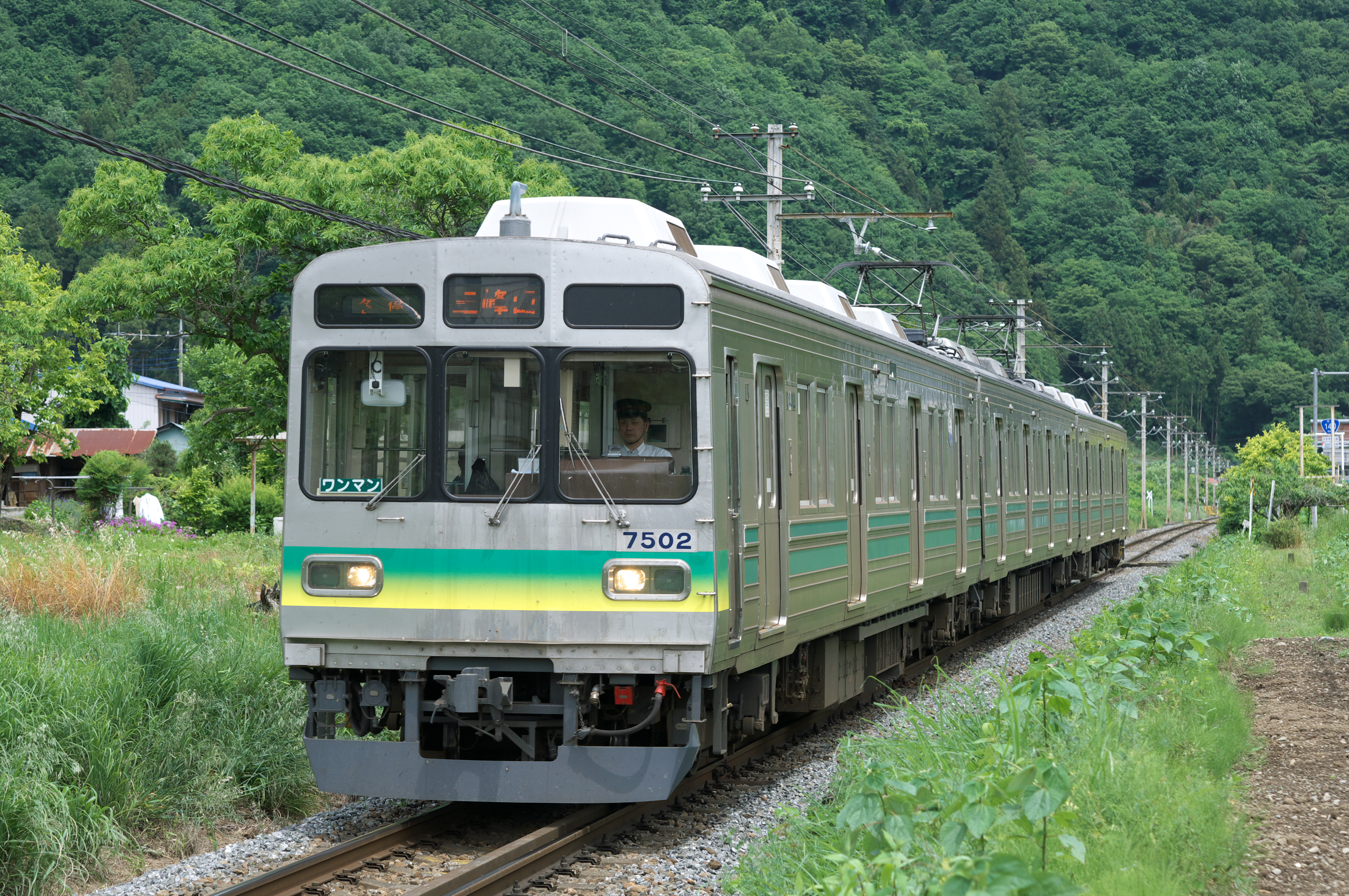
Série 7500
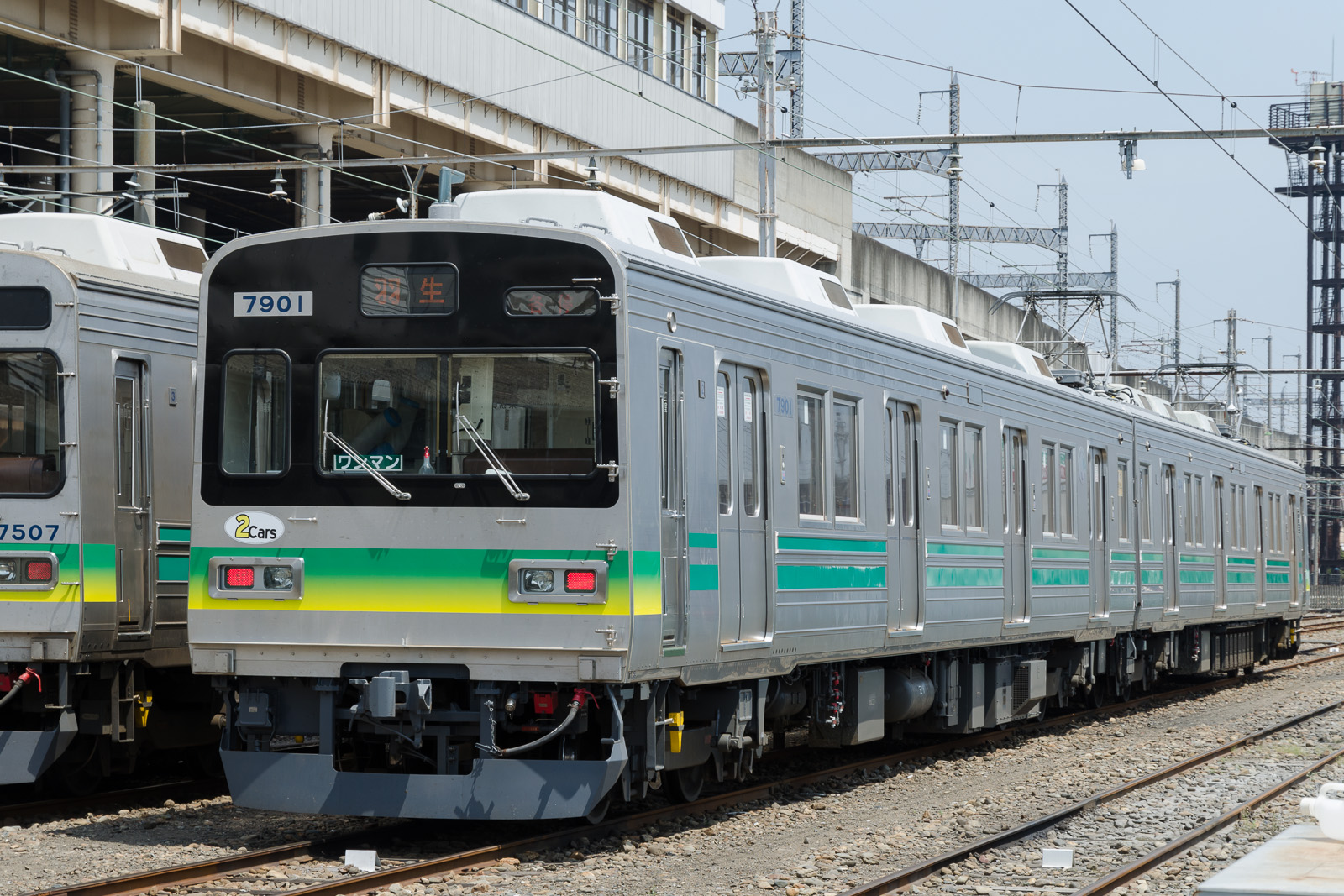
Série 7800

### Locomotives

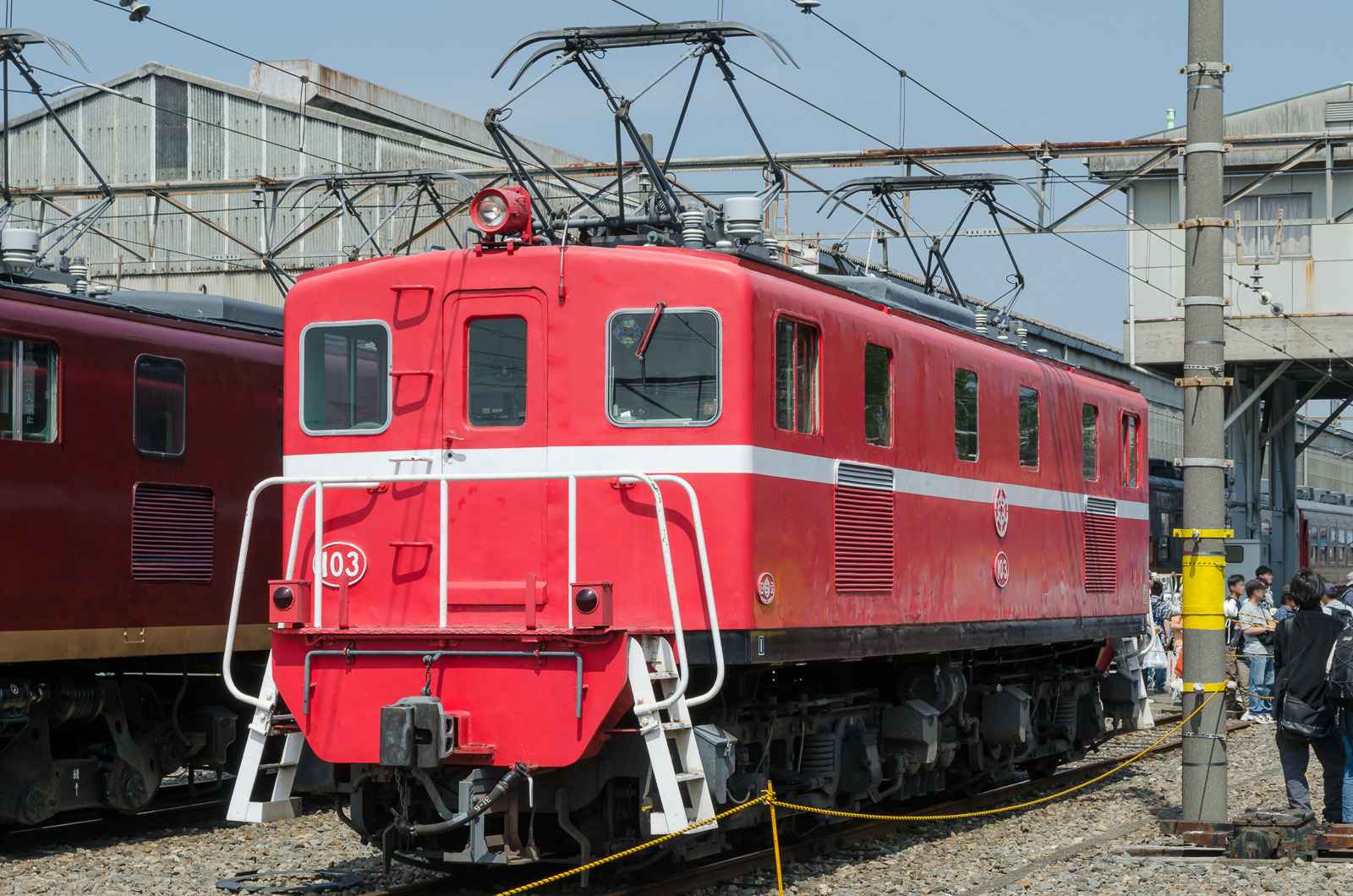
DeKi 100
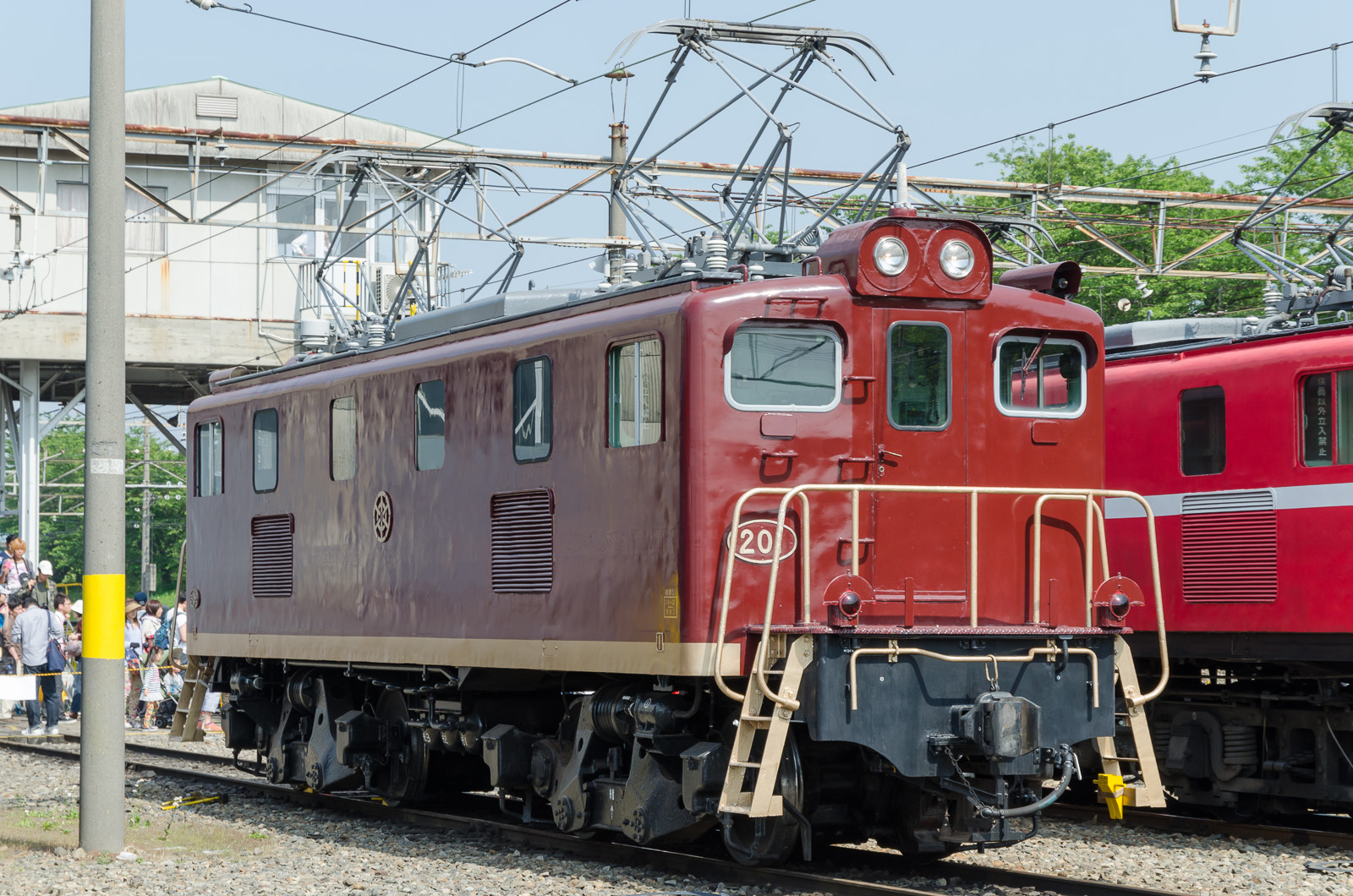
DeKi 200
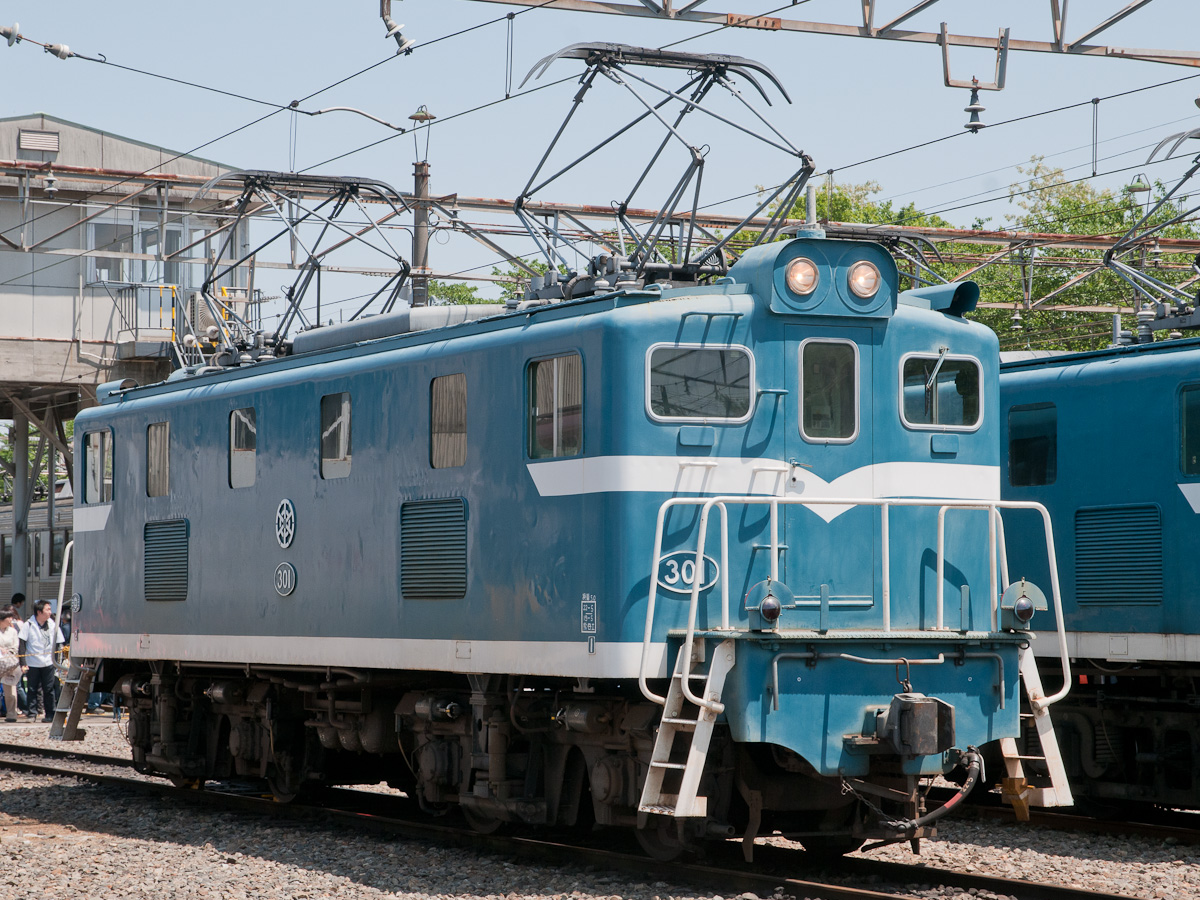
DeKi 300
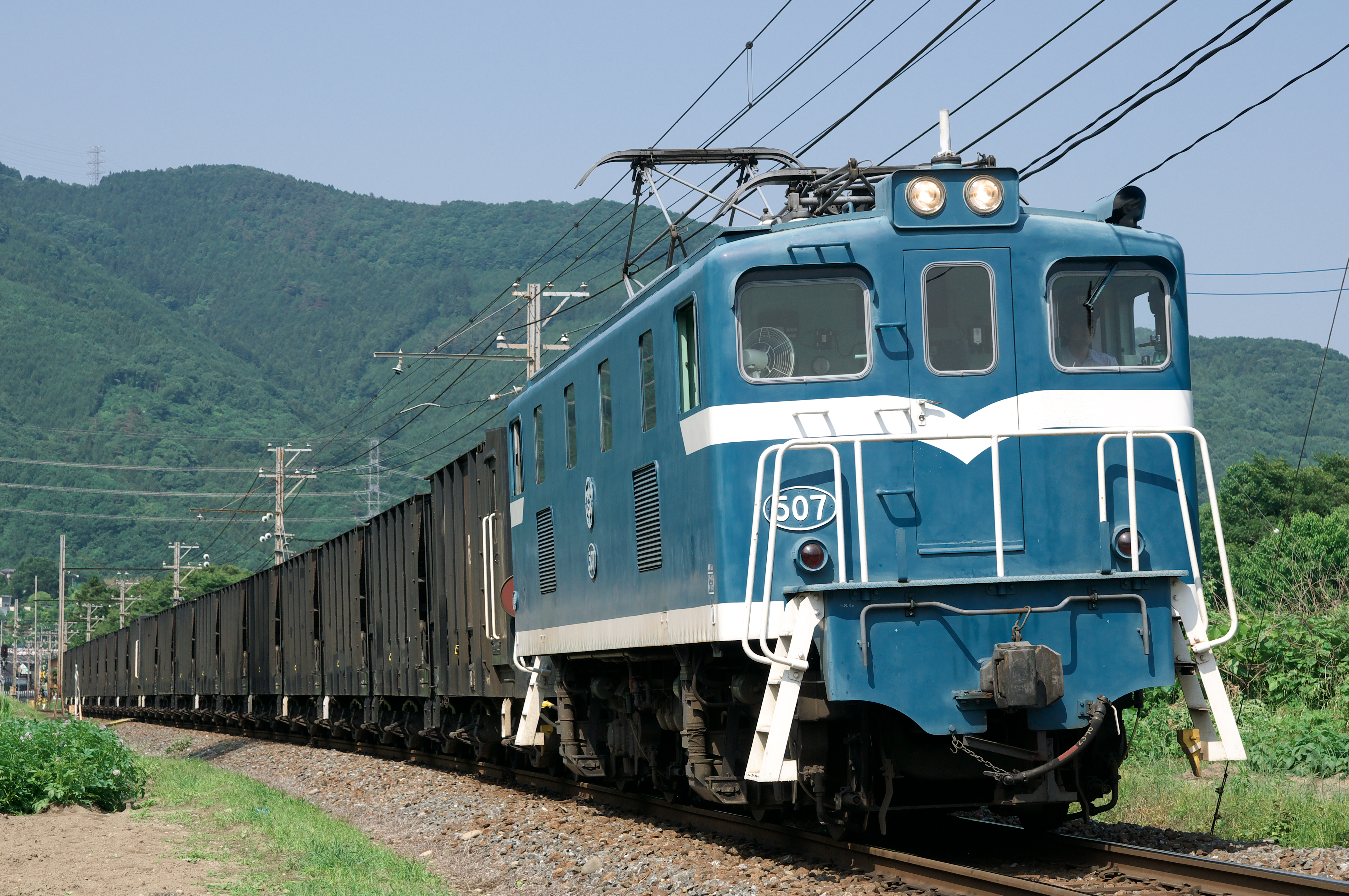
DeKi 500
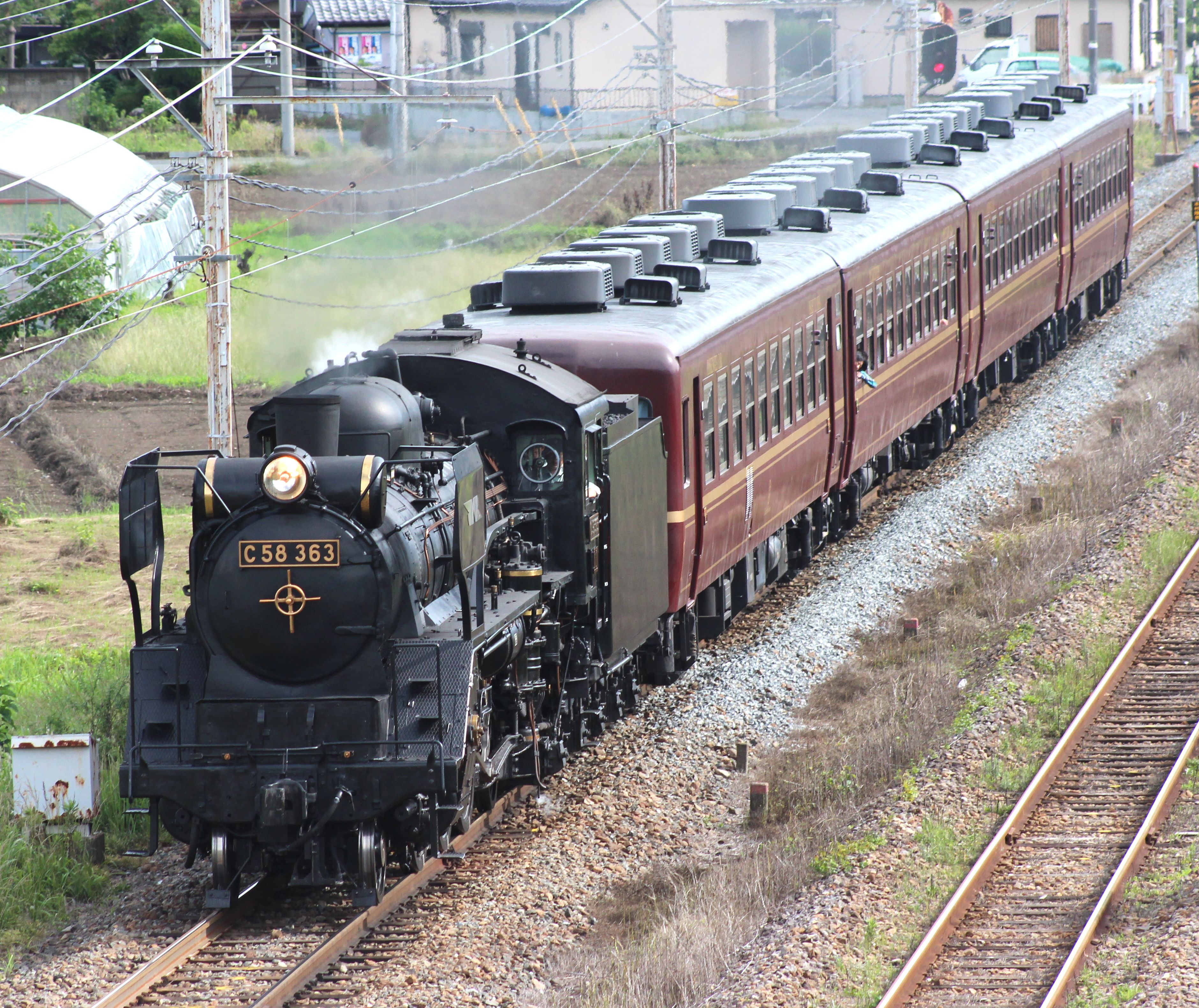
C58 363 "Paleo Express"